# Prospecció superficial
La prospecció superficial és el procés orientat a la localització i reconèixer de les millors zones per excavar un jaciment arqueològic, i poder així identificar les restes arqueològiques. A més s'ha de tenir en compte el màxim de recol·lecció de dades, segons el temps d'excavació i el finançament. Abans, s'ha de fer una recopilació de fonts documentals que verifiquin la localització de jaciment: les fronteres culturals, socials, idiomàtiques, història, tecnologia... I també el clima, la flora i fauna, que poden ser crucials en la conservació d'alguns artefactes.

## Sistemes de prospecció
Asistemàtica: es fa normalment fent el reconeixement a peu i es basa en la recollida de proves arqueològiques de la superfície que donin una idea sobre la situació d'un jaciment, a més de catalogar els artefactes superficials amb relació a les estructures del terreny. Aquest va ser el primer sistema utilitzat per trobar un jaciment, però podia resultar erroni (ja que els artefactes trobats podien ser d'èpoques posteriors i donaven una falsa idea sobre la situació de les restes), per això s'ha anat abandonant.
Sistemàtica: es divideix una zona en quadrícules simètriques, que es recorreran amb cura per tal de no passar cap detall d'interès arqueològic. És un sistema més precís que l'asistemàtic, ja que permet també una millor catalogació dels objectes trobats segons els quadrants on s'han trobat. Aquesta tècnica és la més utilitzada actualment gràcies a la seva eficiència i a més és la idònia per excavacions de llarga durada.
En el cas de trobar un jaciment és molt aconsellable de fer una petita excavació o un sondeig per verificar les dades superficials (per esbrinar més sobre la funció del jaciment o per comprovar si la cronologia de les dades és correcte).
La prospecció és una ciència auxiliar de l'arqueologia i es diferencia principalment en el menor cost de la prospecció, i al contrari de l'arqueologia (que investiga a fons una petita zona d'un jaciment), la prospecció dona una mica d'informació d'una zona extensa. Cal dir prospecció superficial va molt lligada a la fotografia aèria, ja que ajuda a situar la localització del jaciment a vista d'ocell.